# Carl Duisberg
Friedrich Carl Duisberg (Barmen, Wuppertal, 29 de setembro de 1861 – Leverkusen, 19 de março de 1935) foi um químico e industrialista alemão.

## Vida
Duisberg nasceu em Barmen, Alemanha, em uma família de trabalhadores. De 1879 a 1882 estudou na Universidade de Göttingen e na Universidade de Jena, obtendo o doutorado. Após prestar o serviço militar em Munique, que combinou com pesquisas no laboratório de Adolf von Baeyer, foi contratado em 1883 na Farbenwerke (empresa de tingimento) de Friedr. Bayer & Co., que se tornou mais tarde a Bayer.
Em sua carreira tornou-se funcionário confidencial (signatário autorizado) e chefe de pesquisa. Em 1900 tornou-se CEO da Bayer. Inspirada pela Standard Oil Company em uma turnê nos Estados Unidos, a Bayer se tornou parte da IG Farben, um conglomerado das indústrias químicas alemãs. Duisberg foi chefe do conselho de supervisão da IG Farben. Morreu em Leverkusen.

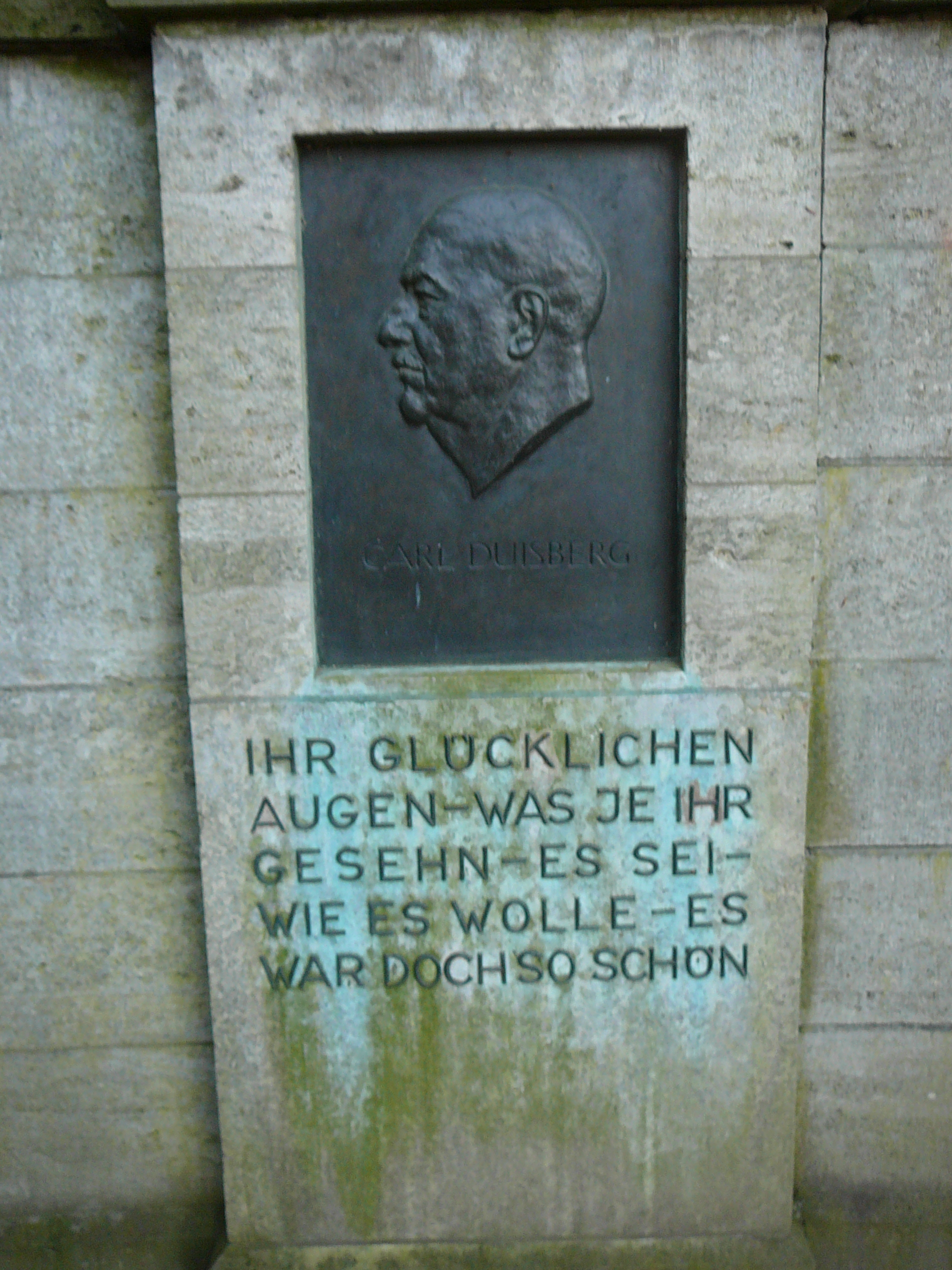
Placa memorial de Carl Duisberg, Floratempel Leverkusen